# 伏見五郎
伏見 五郎（ふしみ ごろう、1919年 - 1945年5月）は、北海道函館市出身のプロ野球選手。ポジションは捕手。

## 来歴・人物
父は函館太洋倶楽部で活躍した伏見勇蔵。函館中卒業後、1937年にイーグルスに入団する。1939年、バッキー・ハリスの退団に伴い正捕手になるが、この年限りで退団、函館太洋倶楽部に入団する。試合中に送球を受けて死亡した久慈次郎に代わって、函館太洋倶楽部でも正捕手になった。翌1940年には、全道樺太実業団野球大会（前年に久慈が試合中に送球を受けて死亡したため、この年の大会が最後の大会〈第18回〉になった。）で、この年の都市対抗野球大会に北海道代表として出場した全旭川と延長27回の大熱戦を繰り広げた際には、捕手として出場し、3-2での勝利に貢献した。
その後応召され、1945年5月、フィリピン・メレヨン島で戦死。東京ドーム敷地内にある鎮魂の碑に、彼の名前が刻まれている。

## 詳細情報

### 年度別打撃成績
| 年 度      | 球 団      | 試 合 | 打 席 | 打 数 | 得 点 | 安 打 | 二 塁 打 | 三 塁 打 | 本 塁 打 | 塁 打 | 打 点 | 盗 塁 | 盗 塁 死 | 犠 打 | 犠 飛 | 四 球 | 敬 遠 | 死 球 | 三 振 | 併 殺 打 | 打 率 | 出 塁 率 | 長 打 率 | O P S |
| ---------- | ---------- | ----- | ----- | ----- | ----- | ----- | -------- | -------- | -------- | ----- | ----- | ----- | -------- | ----- | ----- | ----- | ----- | ----- | ----- | -------- | ----- | -------- | -------- | ----- |
| 1938秋     | イーグルス | 6     | 5     | 4     | 0     | 1     | 1        | 0        | 0        | 2     | 0     | 0     | --       | 0     | --    | 0     | --    | 1     | 1     | --       | .250  | .400     | .500     | .900  |
| 1939       | イーグルス | 66    | 242   | 225   | 12    | 41    | 4        | 3        | 0        | 51    | 4     | 5     | --       | 6     | 0     | 9     | --    | 2     | 32    | --       | .182  | .220     | .227     | .447  |
| 通算 : 2年 | 通算 : 2年 | 72    | 247   | 229   | 12    | 42    | 5        | 3        | 0        | 53    | 4     | 5     | --       | 6     | 0     | 9     | --    | 3     | 33    | --       | .183  | .224     | .231     | .456  |

### 背番号
- 17 （1937年 - 1939年）